# Esquinas (Revueltas)
Esquinas es una composición orquestal del compositor mexicano Silvestre Revueltas, escrita en 1931 y ampliamente revisada en 1933. La primera versión es en dos movimientos con una duración de unos 11 minutos en ejecución; el segundo se describe de diversas maneras como en uno o en tres movimientos (continuos) con una duración total de aproximadamente siete minutos. Las partituras de ambas versiones están dedicadas a Ángela Acevedo.

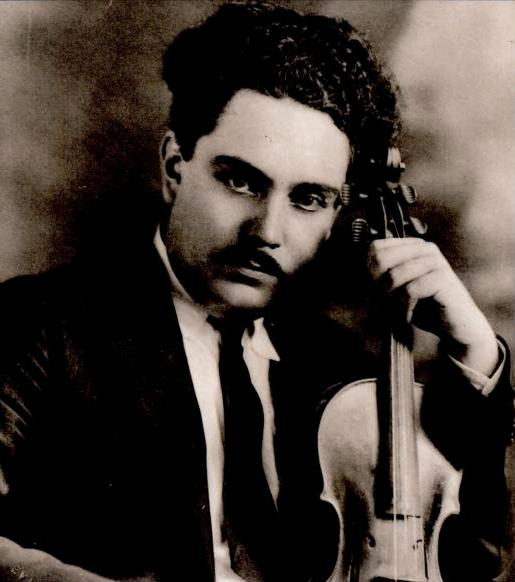
Silvestre Revueltas en 1930

## Historia
Esquinas fue compuesta originalmente en 1931, en dos movimientos y compuesta para orquesta de cámara con voz de soprano en el primer movimiento (Estrada, 2012). Según una fuente, una versión de Esquinas solo para orquesta fue estrenada el 20 de noviembre de 1931 por la Orquesta Sinfónica de México bajo la batuta del compositor (Slonimsky, 1945). Dos años después, en octubre de 1933, Revueltas decidió hacer una nueva versión de Esquinas. La segunda versión es más compacta, menos repetitiva, sin abandonar la estructura en forma de collage de los episodios cortos. Los dos movimientos finales se combinan en uno y se corrigen o mejoran varios problemas de orquestación de la versión original (Kolb Neuhaus, 2006;Estrada, 2012). Esta versión abreviada se considera una composición de un solo movimiento (Paraskevaídis, 2011)   o dividida en tres movimientos (Kolb Neuhaus, 2006).
La nota de Revueltas para Esquinas dice: 

De todas las calles y barrios. Los oyentes probablemente sería difícil imaginarse a sí mismos en una esquina. Yo también. Con buena voluntad podrás imaginar cualquier cosa: calles, callejones, plazas, plazas. Sería divertido encontrar en este ruido musical de cuernos, tranvías, camiones y así sucesivamente. Desafortunadamente no hay nada como eso. (Al menos, ingenuamente, creo que sí.) Más bien hay ruido o silencio, el tráfico interno de almas que veo pasar cerca de mí. Algunos conocedores de la música son capaces de encontrar una forma determinada en esta música: binario, ternario, mintió. Esta no era mi intención. El tráfico del que hablaba tiene múltiples formas y no hay coherencia aparente. Está sujeto al ritmo de la vida, no a la distancia de un lado de la calle al otro. No tengo nada que decir sobre la técnica detrás de la música porque no me interesa. Algunas personas de buen humor dicen que tengo técnica; otros, malhumorados, dicen que no. Deberían saberlo mejor.Los rincones de ayer con la emoción de hoy, observados desde otros caminos del corazón con una nueva perspectiva, más comprensión, más fiel, más experimentado; modelado con nuevo material, dejando intacta su angustia torturada de aspiraciones atados, su persistente dolor atascado en el medio de la calle, el grito desgarrador del pobre e indefenso vendedor, fecundo en un desafío que ahora se siente un poco extraño dentro del optimismo alentador de mi deseo actual, feliz y fuerte como toda una montaña de nueva energía y nueva esperanza. Sólo queda la sustancia de estos rincones tumultuosos que conservan el ruido de la lucha de las multitudes, su amargo sabor a angustia y la dura consistencia del pueblo, forjada en todas sus penas
Silvestre Revueltas

## Instrumentación
La primera versión de Esquinas es inédita y se desconocen los detalles de la partitura. La segunda versión está compuesta para una orquesta de cámara que, según el manuscrito de la partitura en poder de la Free Library of Philadelphia (Colección Fleisher), consta de flautín, 2 flautas, 2 oboes, corno inglés, clarinete en mi ♭, 2 clarinetes, clarinete bajo, 2 fagotes, 4 trompas, 4 trompetas, 3 trombones, tuba, timbales, percusión (incluido xilófono) y cuerdas. El sitio web de la editorial (Peer International) ofrece una instrumentación ligeramente diferente: 3 flautas (tercer flautín doblado), 2 oboes, corno inglés, clarinete en Mi ♭, 2 clarinetes, clarinete bajo, 4 cuernos, trompeta Re, 4 trompetas, 3 trombones, tuba, timbales, percusión (2 tambores indios, xilófono, ch, bombo, platillo suspendido, xilografía, tamtam, triángulo, jingles, güiro), arpa y cuerdas.

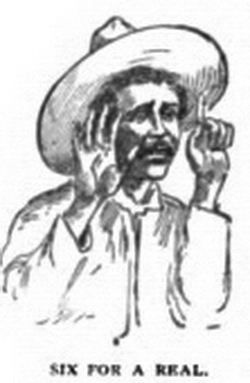
Vendedor de calle

La versión original de Esquinas consta de tres movimientos, el segundo y el tercero de los cuales se juegan sin interrupción:
1. Lento sostenuto—Allegro moderato ma agitato—Andante—Vivo—Lento sostenuto
2. Allegretto
3. Allegro

Esquinas ofrece un ejemplo temprano del modernismo popular-musical mexicano de Revueltas, "cuyos temas se destrozan en el momento de su nacimiento, una lucha que no permite que sus rasgos sean escuchados emergentes, descompuestos, apenas esbozados y aclimatados" (Estrada 2012, 60).
En la segunda versión de la obra, Revueltas descartó la parte vocal en el primer movimiento del original. Aunque es difícil estar seguro sobre el razonamiento del compositor, lo más probable es que fuera una consideración puramente práctica. Hay varias dificultades con la pieza. En primer lugar, se trata de sólo 24 compases en total, que consiste en cuatro arrebatos muy cortos, ampliamente separados. En segundo lugar, los registros requeridos superan el rango normal de una tesitura vocal típica, creando dificultades técnicas problemáticas. En tercer lugar, la función real de la cantante no está clara: ¿es solista o debe ser considerada como una especie de "instrumento complementario" en la orquesta? A su vez, ¿Dónde debe colocarse el cantante en el escenario, y cómo se deben cantar las melodías, ya que no hay palabras y el compositor no ha proporcionado ninguna indicación para la vocalización (Kolb Neuhaus 2011, 131n165)? Se ha sugerido que la voz de la soprano puede representar la dedicatoria de la partitura a Ángela Acevedo, con quien Revueltas había estado viviendo desde 1930 y se casaría en 1932, y a quien también dedicó las partituras de Ventanas, Parián y Caminos (Estrada 2012, 65, 168).
La presencia de una parte vocal en la primera versión, sin embargo, sugiere: "[d]e una manera directa y muy natural, la evocación del grito callejero cantado conduce a la interpretación de otros dos gritos de Esquinas, que llaman la atención sobre sí mismos porque, entre otras razones, están enunciados por una voz femenina. La forma inusual de incorporar la voz (ya que ella no es solista, ni forma parte de la orquesta, y su participación es breve y esporádica) parece explicarse por su función comunicativa al servicio del compositor para resaltar o subrayar ciertos elementos musicales que consideraba significativos" (Kolb Neuhaus 2011, 131).
Se ha propuesto que la construcción musical de Esquinas se basa en los gritos de los vendedores ambulantes mexicanos que una vez poblaron el paisaje urbano (Kolb Neuhaus 2011, 103). Revueltas no cita los gritos reales de la calle, sino que imita algunos de sus aspectos estereotipados. La incorporación de estos rasgos característicos se limita a sugerir un marcado semántico, que permite o mejora su identificación como signo musical de origen cultural (Kolb Neuhaus 2011, 123).

## Recepción
Como ejemplo del estilo más duro, abstracto y modernista de Revueltas, Esquinas fue mal recibido por el público inicialmente, en contraste con sus obras más líricas y tonales, como Colorines y Janitzio (, 313, 327n105). Esquinas, en cualquier de sus dos versiones, ha sido una de las obras de Revueltas menos interpretas. La primera grabación fue realizada apenas en el 2004. (Kolb Neuhaus 2011).

## Discografía
- Silvestre Revueltas: Obra orquestal inédita/Trabajos Orquestales Desconocidos. Esquinas (1931 versión); Esquinas (1933 versión); Redes (versiones de concierto original); Toccata pecado fuga. Encarnación Vázquez, mezzo-soprano; Román Revueltas, violín; Orquesta Sinfónica de la Universidad de Guanajuato, José Luis Castillo, cond. Agosto grabado 2002, en el Auditorio del Estado de la Ciudad de Guanajuato. Registro de CD, 1 disco de audio: 12 cm, stereo. Quindecim QP-123. México: Quindecim Registros, 2004.

- Anon. 2013. "Las Esquinas de Silvestre Revueltas". Fonoteca Eduardo Mata.
- Contreras Soto, Eduardo. 2007. "Tres propuestas revueltianas en 2004 ". Redes Música: música y musicología desde Baja California 2, no. 1 (January–June).
- Estrada, Julio. 2012. Canto roto. Silvestre Revueltas (IIE-UNAM, FCE).
- Hernández, Juan de Dios. 2009. "Nationalism and Musical Architecture in the Symphonic Music of Silvestre Revueltas". DMA diss. Tucson: University of Arizona.
- Kolb Neuhaus, Roberto. 2006. "El vanguardismo de Silvestre Revueltas: una perspectiva semiótica". DHA diss. México, D.F.: Universidad Nacional Autónoma de México.
- Kolb Neuhaus, Roberto. 2011. Contracanto: Una perspectiva semiótica de la obra temprana de Silvestre Revueltas. México, D.F.: Colección Posgrado, UNAM. [Revised version of Kolb Neuhaus 2006.]
- Mayer-Serra, Otto. 1941. "Silvestre Revueltas and Musical Nationalism in Mexico". Musical Quarterly 27, no. 2 (April): 123–45.
- Paraskevaídis, Graciela. 2011. "Homenaje a Silvestre Revueltas". Magma.net (accessed 17 de febrero de 2015). Spanish version of a text published in German in Komponisten der Gegenwart: Loseblatt-Lexikon (Nachlieferung 42). Múnich: Edition Text + Kritik (agosto de 2010) ISBN 978-3-88377-414-5.
- Revueltas, Silvestre. n.d. Esquinas. Hamburg Peermusic Classical.com (accessed 15 de marzo de 2015).
- Revueltas, Silvestre. 1933. Esquinas (manuscript score, photo negative, 68 pp.). Philadelphia: Free Library of Philadelphia.
- Saavedra, Leonora. 2009. "Manuel M. Ponce's Chapultepec and the Conflicted Representations of a Contested Space". Musical Quarterly 92, nos. 3–4 (Fall–Winter): 279–328.
- Slonimsky, Nicolas. 1945. Music in Latin America. New York: Thomas Y. Crowell.

- Datos: Q48770825